# 纤维肌痛
纤维肌痛是一种以慢性扩散疼痛，患者对触碰压力反应剧烈。其他症状还包括过于疲倦致使普通活动受到影响、睡眠障碍以及記憶障碍。也有一些人报告出现过不寧腿綜合症、大腸激躁症、間質性膀胱炎、麻木和瘙痒，以及对声音、光、温度的敏感。纤维肌痛经常与抑郁、焦慮和創傷後壓力症候群相關，患者也常伴隨有其他種類的慢性疼痛。
纖維肌痛症候群（fibromyalgia syndrome）簡稱FMS，常見於中年婦女，表現為全身到處都痛、容易疲倦，疼痛通常超過三個月，痛點分佈在較大關節的軟組織上，如肌肉、肌腱、滑囊等，但關節本身不一定有問題，患者常覺得好像是運動一整天後的感覺，睡覺也睡不好。疼痛感很明顯，是一種持續、深而廣泛的抽痛、刺痛或灼熱痛，而不僅僅是「不太舒適」而已。
患者還可能出現憂鬱、焦慮；認知障礙或短期記憶喪失；頭昏、眩暈、暈厥；失眠、夜間抽筋；白天疲倦感、晨間僵硬感；很像心臟病發作的胸悶胸痛；如坐骨神經痛的痛或下背痛；滑囊炎、肌腱炎、肌肉痛、關節痛等；雙手雙腳麻、刺或異常感覺；腸躁症、腹痛、腹瀉或便秘；間質性膀胱炎、頻尿、急尿、無菌性尿痛症等症狀。
引起纤维肌痛的詳細機制尚未明朗，目前相信與遺傳及環境因子有關。有些家族有纤维肌痛的病史，已經有許多基因被認為與此症狀相關。環境因子包含心理壓力、創傷，以及某些特定感染症。纖維肌痛被認為是由中樞神經系統引起，可能為中樞敏感化症候群（central sensitization syndrome）的一種。纖維肌痛已被美國國立衛生研究院及美國風濕病學會認定為一種失調症目前尚無有效的診斷測試。診斷包須排除其他可能的潛在原因，並且需確認症狀與纖維肌痛相符。
神經肌痛不易治療。建議調整作息，如充足睡眠、規律運動，以及均衡飲食等等。認知行為治療可能有所助益。可能可以使用的藥物包含度洛西汀、米那普侖、普加巴林。鴉片類藥物的使用仍有爭議，有些人認為關於其療效的證據仍不足夠，有些人則認為當其他藥物都沒有效果時可使用弱鴉片類藥物。營養補充品對於症狀的效果尚缺乏證據支持。纖維肌痛可能造成長期的疼痛，但並不會造成死亡或組織損傷。

纖維肌痛約占總人口的2–8%，其中女性病患較男性為多。疾病的盛行率於全球皆差不多，沒有顯著的地區性差異。纖維肌痛於1990年首次描述，最新的評估標準則於2011更新。目前關於纖維肌痛症的分類、診斷及治療仍有爭議。此外，有些研究認為纖維肌痛對於個體有負面影響，有研究卻認為有正面助益。纖維肌痛一詞的原文「fibromyalgia」來自於新拉丁語。「fibro-」指「纖維組織」；「myo-」（μυώ ）則來自於希臘文的「肌肉」；「-algia」源自希臘文的「疼痛」（ άλγος，algos），合在一起表示此病為肌肉和纖維組織的疼痛。